# Монохроматическое излучение
Монохромати́ческое излуче́ние, монохро́мное излуче́ние (от др.-греч. μόνος — один, χρῶμα — цвет) — электромагнитное излучение, обладающее очень малым разбросом частот, в идеале — одной частотой (длиной волны).
Монохроматическое излучение формируется в системах, в которых существует только один разрешённый электронный переход из возбуждённого в основное состояние.

## Источники монохромного излучения

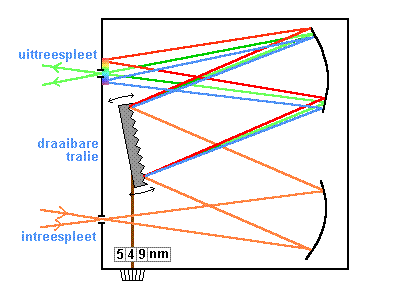
Монохроматор на базе дифракционной решётки